# Prince Gyasi
Prince Gyasi, pseudonimo di Gyasi Nyantakyi (Accra, 30 aprile 1995), è un fotografo e artista ghanese, attivo nel campo delle arti visuali.
È il cofondatore di Boxedkids, un'organizzazione non-profit che aiuta i bambini di Accra, in Ghana, a ricevere un'istruzione.

## Formazione
Frequenta l'Accra Academy della capitale ghanese, primo collegio privato maschile nato nella Costa D'Oro. In quest'istituto cristiano non denominazionale si tengono corsi di arti generali e visive, scienze, materie economiche e agrarie.

## Arte
Nel 2011 scatta le prime foto professionali e tre anni dopo acquista il primo iPhone, che è lo strumento principale che usa per creare le sue opere. Cominciò con istantanee di amici, familiari e modelle dalla sua città natale del Ghana, comprendendo in seguito che poteva divenire un'arte e una professione.
La sua opera consiste nel trasmettere sentimenti attraverso i colori e dare voce agli emarginati della società.
Prince Gyasy considera l'uso dell'iPhone come un modo per distinguersi da altri artisti visivi e fotografi, infrangendo i codici di quest'arte elitaria e particolare. La maternità, la paternità, l'infanzia possono essere considerati i suoi temi più caratteristici.

## Mostre
Nel 2018 espone le sue opere alla Nil Gallery di Parigi, e in varie fiere di settore negli Stati Uniti, alla Seattle Contemporary Art Fair, al Texas Contemporary Art Fair, all'Artsy & Context Art Miami e al Pulse Contemporary Art Fair (Art Basel Miami), Investec Capetown Art Fair in South Africa.

## Progetti
A dicembre del 2018, viene incaricato dalla Apple Inc. di partecipare in Ghana al progetto dal titolo A Great Day In Accra, per esportare e diffondere il genere musicale Hiplife dal Paese nativo in tutto il mondo. Nel corso di tale attività, collabora con artisti ghanesi, quali: Gyedu-Blay Ambolley, Reggie Rockstone, Okyeame Kwame, Rab Bakari, Abrewa Nana, Hammer of The Last Two, Beat Menace, Gurunkz, Joey B, EL (rapper), DJ Breezy, Stargo, Kirani Ayat, Akan (Musician), Kiddblack, Ansah Live, Imani N.A.D, Toyboi, Kwesi Arthur e Shadow.
Il 9 aprile 2019 tiene un discorso all'Università di Oxford di Londra, in occasione dello Skoll World Forum, nel quale spiega i fatti e gli artisti che influenzano le sue opere, accennando anche all'organizzazione senza scopo di lucro Boxed kids, da lui cofondata.

## Menzioni
- Vanity Fair lo ha menzionato nel 2018 come uno dei primi 9 talenti dell'arte visiva.[15]
- Good Morning America lo ha intervistato con altri quattro fotografi per parlare del loro lavoro e della storica copertina di Vogue con Beyoncé.[7]
- BBC Africa lo ha intervistato con domande riguardo al suo modo eccezionale di creare immagini con l'iphone.[16]
- CNN Style TV lo ha nominato come uno dei sette principali fotografi del continente africano.[17]